# Luc-Adolphe Tiao
Luc-Adolphe Tiao (Tenkodogo, 4 giugno 1954) è un politico burkinabé.
Dall'aprile 2011 all'ottobre 2014 è stato il Primo ministro del Burkina Faso. È stato nominato dal Presidente Blaise Compaoré dopo una serie di proteste e insurrezioni avvenute nel Paese a partire dal febbraio 2011 e riguardanti vari settori come le funzioni pubbliche, militari e scolastiche. Nell'ottobre 2014, con le dimissioni di Blaise Compaoré, decade dalla carica.
Dal maggio 2008 all'aprile 2011 era stato ambasciatore in Francia. Dal 2001 al 2008 era stato Presidente dell'Alto consiglio per l'informazione.